# Zhinü
Zhīnǚ (织女, pinyin : zhīnǚ) est un personnage de la mythologie chinoise et un astérisme de l'astronomie chinoise. Il est décrit dans le traité Shi Shi qui liste les astérismes les plus brillants de l'astronomie chinoise. Il se compose de trois étoiles, situées dans la constellation occidentale de la Lyre.

## Localisation et symbolique
Aucun doute n'existe sur la composition de l'astérisme. Celui-ci comprend :
- α Lyrae (Vega), l'étoile la plus brillante de l'hémisphère nord ;
- ε Lyrae (en fait une étoile multiple) ;
- ζ Lyrae,

ces étoiles formant à elles trois le triangle équilatéral accolé au trapèze formant le dessin de la constellation occidentale de la Lyre. Zhīnǚ représente une femme en train de filer. Cette femme est membre de la cour du roi céleste Dajiao, situé un peu plus au nord-ouest. 
Le contexte le plus connu, et encore populaire aujourd'hui, où Zhīnǚ apparaît est celui de la fête de Qīxī (七夕, la nuit du septième mois) également appelée qǐqiǎo jié (乞巧节, litt. « Fête où les jeunes filles montrent leurs compétences »), sorte d'équivalent de la fête de la saint-Valentin occidentale. Cette fête est liée à la légende de la Tisserande et du Bouvier selon laquelle Zhīnǚ est le long de l'année séparée de son amant le bouvier Niúláng (牛郎) (α Aquilae / Altaïr) par Tiānhé (天河, le fleuve célèste), c'est-à-dire la Voie lactée, qui représente un fleuve. Une fois par an, il lui est possible de traverser le fleuve et retrouver son amant.

## Astérismes associés
Sur la droite de Zhīnǚ, on trouve Tianji et Tianshi, respectivement une structure administrative et le marché céleste. Juste en dessous se trouve Jiantai (le trapèze de la Lyre occidentale), un pavillon en bordure de l'eau, puisque la Voie lactée correspond dans la symbolique chinoise à un fleuve, pavillon servant à abriter les étalons de mesure utilisés pour le commerce dans Tianshi. À gauche se trouve Niandao, une voie de communication reliant différents palais célestes tels Dajiao et Tianshi. Plus en rapport avec Zhīnǚ, se trouve, au nord, Fukuang, représentant un panier rempli de feuilles de mûrier, qui servent de nourriture aux vers à soie, dont la soie est filée par Zhīnǚ.

## Référence
- (en) Sun Xiaochun et Jakob Kistemaker, The Chinese sky during the Han, New York, Éditions Brill, 1997, 247 p. (ISBN 9004107371), page 149.